# Concise
Concise ist eine politische Gemeinde im Distrikt Jura-Nord vaudois des Kantons Waadt in der Schweiz.

## Geographie
Concise liegt auf 440 m ü. M., 10 km nordöstlich der Bezirkshauptstadt Yverdon-les-Bains (Luftlinie). Das Dorf erstreckt sich am Jurasüdfuss, am Fuss des Mont Aubert beidseits des Dorfbachs Ruisseau du Moulin, nahe dem Ufer des Neuenburgersees.
Die Fläche des 11,4 km² grossen Gemeindegebiets umfasst einen Abschnitt am Nordwestufer des Neuenburgersees. Der Gemeindeboden erstreckt sich vom Seeufer nordwärts über den dicht bewaldeten Hang (Bois de la Côte) bis auf den Jurakamm des Mont Aubert, auf dem mit 1320 m ü. M. der höchste Punkt von Concise erreicht wird. Ein kleiner Teil des Gemeindegebietes (Joux de Mutrux) liegt nördlich des Kammes im Einzugsgebiet des Baches La Vaux. Im Osten umfasst das Gebiet den Bois de Seyte (635 m ü. M.), einen Vorberg des Mont Aubert. Von der Gemeindefläche entfielen 1997 5 % auf Siedlungen, 67 % auf Wald und Gehölze und 28 % auf Landwirtschaft.
Zu Concise gehören die Weiler La Raisse (466 m ü. M.) am Osthang des Bois de Seyte und La Lance (435 m ü. M.) an dessen Südhang im Tal der Diaz sowie einige Einzelhöfe. Nachbargemeinden von Concise sind Corcelles-près-Concise, Bonvillars, Provence und Mutrux im Kanton Waadt sowie La Grande Béroche im Kanton Neuenburg. Im Neuenburgersee befindet sich ein Dreikantonseck (Freiburg, Neuenburg und Waadt) ().

## Bevölkerung
Mit 1021 Einwohnern (Stand 31. Dezember 2023) gehört Concise zu den kleineren Gemeinden des Kantons Waadt. Von den Bewohnern sind 88,2 % französischsprachig, 5,9 % deutschsprachig und 3,2 % portugiesischsprachig (Stand 2000). Die Bevölkerungszahl von Concise ist seit 150 Jahren stabil. Sie belief sich 1850 auf 746 Einwohner, 1900 auf 726 Einwohner und 1950 auf 702 Einwohner.

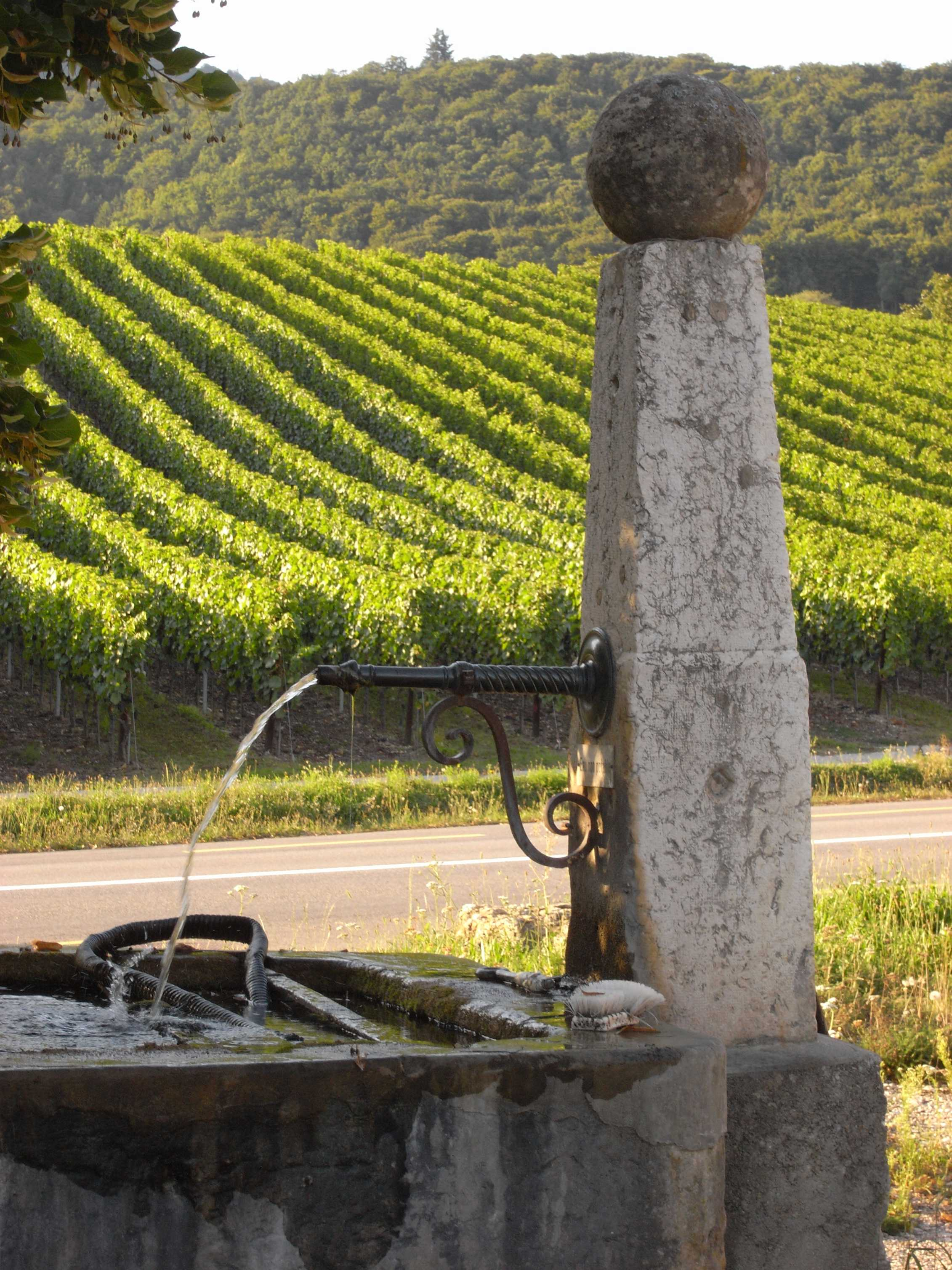
Ländlicher Brunnen in Concise an der Strasse nach Neuchâtel aus Jura-Kalkstein der Region

## Wirtschaft
Concise ist noch heute ein vorwiegend landwirtschaftlich geprägtes Dorf. Im Nahbereich des Ortes und an den unteren Jurahängen wird hauptsächlich Weinbau, Ackerbau und Obstbau betrieben, während auf dem Mont Aubert Viehzucht und Milchwirtschaft vorherrschen. Weitere Arbeitsplätze gibt es in Betrieben des Metallbaus und im lokalen Kleingewerbe.

## Verkehr
Die Gemeinde ist verkehrsmässig gut erschlossen. Sie liegt an der Hauptstrasse 5 von Neuchâtel nach Yverdon. Mit der Eröffnung der Autobahn A5 im Mai 2005 erfuhr der Ortskern eine spürbare Verkehrsentlastung. Der nächste Anschluss an die Autobahn, welche das Gemeindegebiet durchquert, befindet sich rund 5 km vom Ortskern entfernt.
Am 7. November 1859 wurde die Eisenbahnlinie von Yverdon nach Neuchâtel mit einem Bahnhof in Concise eingeweiht. Die kurvenreiche Strecke zwischen Concise und Gorgier wurde im Rahmen der Neubaustrecken von Bahn 2000 begradigt und beim Ortskern von Concise in einen Tagbautunnel verlegt. Für die Feinverteilung im öffentlichen Verkehr sorgt die Buslinie von Yverdon nach Gorgier.

## Geschichte

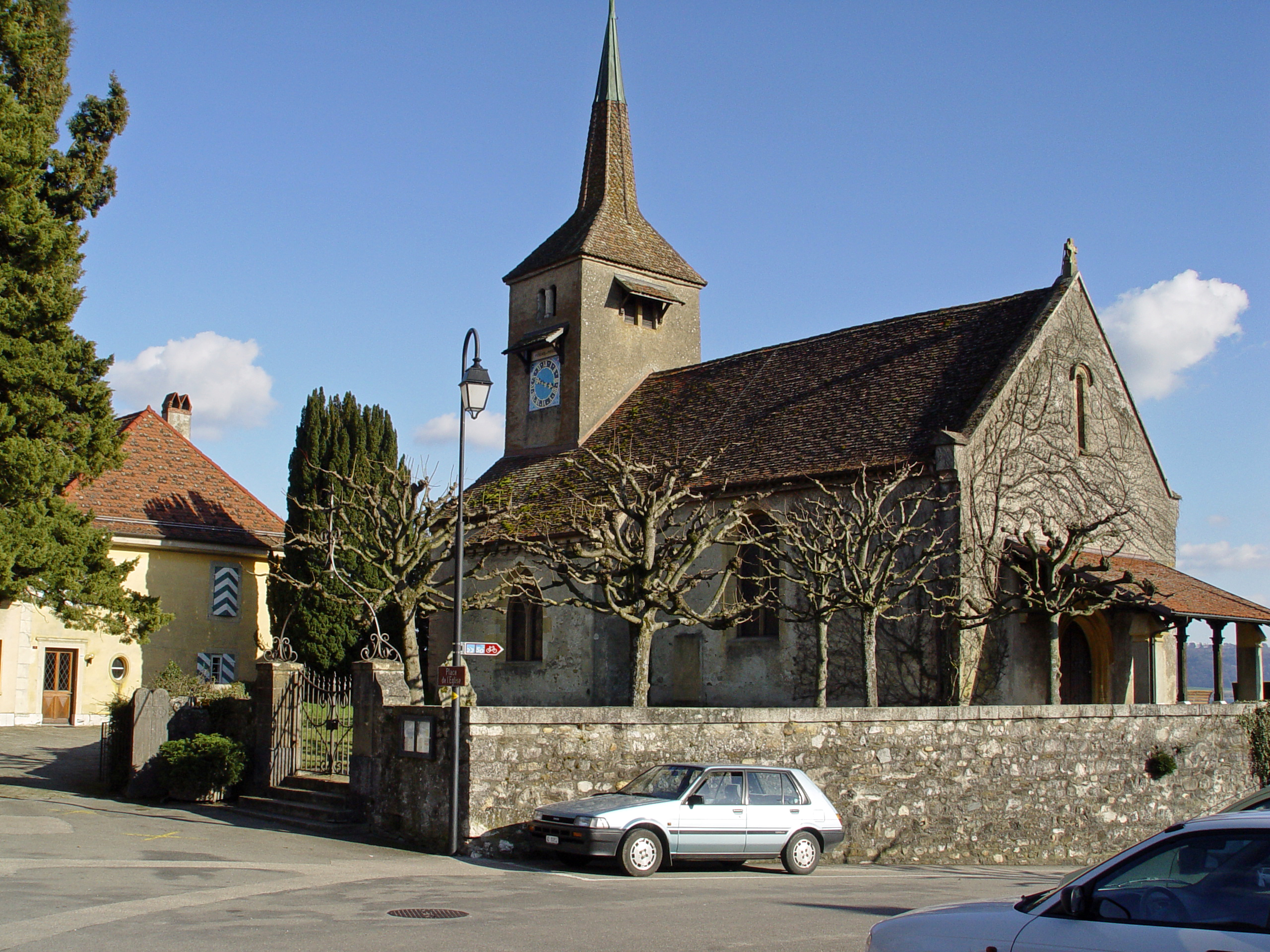
Dorfkirche von Concise

Luftbild (1954)

Concise kann auf eine sehr lange Siedlungstradition zurückblicken. Entlang des Seeufers wurden mit dem Eisenbahnbau (bis 1859) zahlreiche Kulturschichten des Neolithikums und der Bronzezeit entdeckt. Die Pfahlbauten waren vermutlich in der Zeit von 3850 bis 1050 vor Christus bewohnt. Mit dem Neubau der Bahnlinie von 1990 bis 2000 wurden unter Aufsicht des kantonalen Denkmalschutzes weitere Ausgrabungen durchgeführt. Das Seeufer bei Concise zählt heute zu den wichtigsten Stationen der Pfahlbauer nördlich der Alpen. Ab der Eisenzeit befand sich eine Siedlung auf der Geländeterrasse bei Concise. Aus dieser Zeit stammt ein Grabhügel mit einem Durchmesser von rund 15 m. Ferner sind auch Spuren aus der Römerzeit erhalten.
Die erste schriftliche Erwähnung des Ortes erfolgte 1179 unter dem Namen Concisa. Der Name ist auf das lateinische Wort concidere (in der Bedeutung fällen, zum Beispiel gefällter Baum oder gefällter Wald) zurückzuführen. Concise gehörte seit dem Mittelalter zur Herrschaft Grandson. Nördlich des Dorfes fand am 2. März 1476 die Schlacht bei Grandson statt, in der die Eidgenossen den Truppen Karls des Kühnen eine Niederlage zufügten. Heute erinnern eine Tafel und ein Gedenkstein an die Schlacht. Nach 1476 wurde Grandson eine Vogtei unter der gemeinen Herrschaft von Bern und Freiburg. Nach dem Zusammenbruch des Ancien Régime gehörte Concise von 1798 bis 1803 während der Helvetik zum Kanton Léman, der anschliessend mit der Inkraftsetzung der Mediationsverfassung im Kanton Waadt aufging.

## Sehenswürdigkeiten
Die heutige reformierte Kirche Saint-Jean-Baptiste wurde vermutlich Ende des 11. Jahrhunderts erbaut. Aus dieser Zeit stammen der Glockenturm und die halbrunde Apsis im Stil der Romanik. Die übrigen Bauteile zeigen gotische Stilformen des 15. und 16. Jahrhunderts. Weitere Umgestaltungen und Restaurierungen wurden im 17. und 19. Jahrhundert durchgeführt. Das Pfarrhaus wurde 1738 errichtet. Im Ortsteil La Rive sind einige Häuser aus dem 15. Jahrhundert erhalten. Auch die Bausubstanz des restlichen Dorfes weist zahlreiche Häuser aus dem 17. bis 19. Jahrhundert auf.
In einem Tal östlich des Dorfes befindet sich das ehemalige Kloster La Lance. Das Kartäuserkloster Saint-Lieu de la Lance wurde 1317 gegründet. 1537 wurde es mit der Einführung der Reformation aufgehoben. Die Gebäude wurden verkauft und dienten seither als Herrensitz, wobei ein Rundturm angefügt wurde. Aus der Gründungszeit ist der kleine Kreuzgang erhalten geblieben. Die Klostergebäude stammen mehrheitlich aus dem 16. Jahrhundert, und die ehemalige Kirche, die ein Portal aus dem 14. Jahrhundert besitzt, wird heute für weltliche Zwecke benutzt.

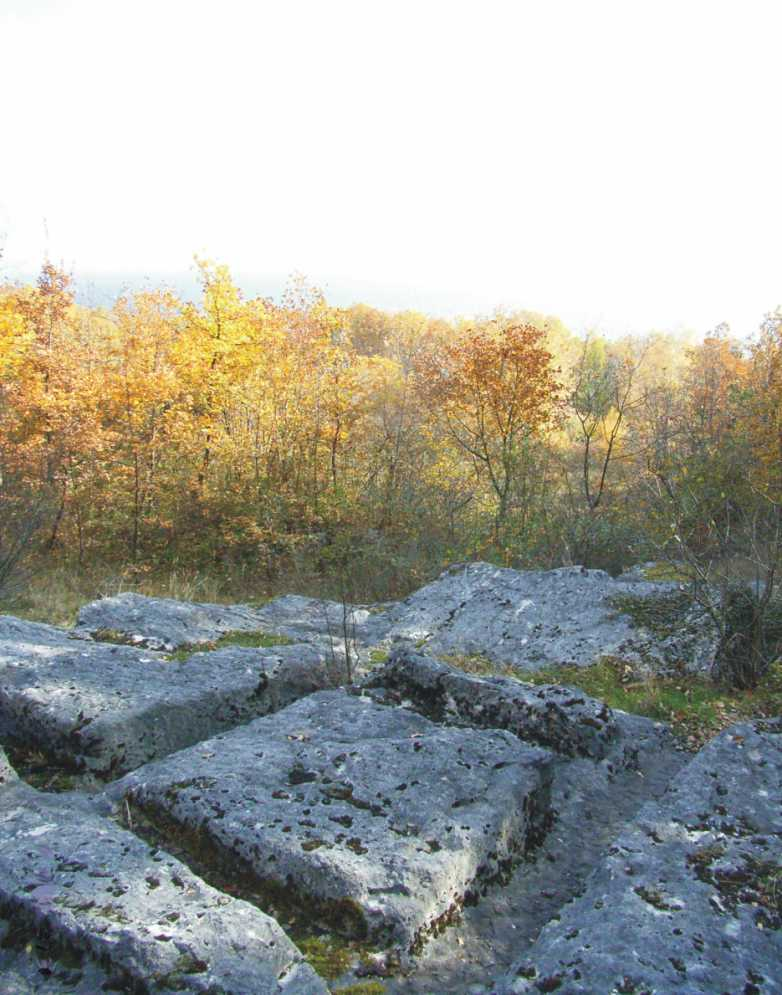
Gallo-römischer Steinbruch La Raisse

In der Flur „La Raisse“ nördlich des Dorfes Concise und unweit vom Ufer des Neuenburgersees liegt in einem von Bäumen und Gestrüpp bewachsenen Areal ein alter Steinbruch (carrière de la Raisse). Der obere Teil ist ein Relikt gallo-römischer Baukultur nördlich der Alpen und deshalb ein geschütztes Flächendenkmal. Durch seine Lage etwas unbeachtet, ist der Steinbruch trotzdem eines der wichtigsten erhaltenen Zeugnisse gallo-römischer Steingewinnung in Mitteleuropa.
Der hier anstehende hellbeige Kalkstein aus der Kreide (Oberes Urgon) wurde als Baumaterial für antike Bauten der Region verwendet, beispielsweise im Amphitheater von Avenches (Aventicum). In Museen der Umgebung sind vereinzelte gallo-römische Architekturteile zu sehen, deren Herkunft mit diesem Steinbruch in Verbindung gebracht wird. Ergänzend muss gesagt werden, dass im steilen Anstieg vom Schweizer Jura weitere alte, teilweise antike Steinbrüche festzustellen sind.
Der Besucher erreicht das Areal über einen geschotterten Fahrweg und kann sich durch eine aufgestellte Tafel informieren. Der gallo-römische Teil des Steinbruchsgeländes zeigt die Art und Weise des Natursteinabbaus in antiker Zeit. Die zu gewinnenden Rohblöcke wurden durch Schroten (Aushauen von Furchen) freigelegt. Die Arbeiten sind zu einem Zeitpunkt aufgegeben worden, als noch eine Rohblockgewinnung vorgesehen war. Dadurch ist das Prinzip der Gewinnungstechnologie gut erkennbar.